# Mosquée de Saint-Pierre
La mosquée de Saint-Pierre – ou Attyab oul Massâdjid (la plus pure des mosquées) – est une mosquée française de l'île de La Réunion, département et région d'outre-mer dans le sud-ouest de l'océan Indien. 

## Historique
Le 26 Septembre 1905, la communauté musulmanne de Saint-Pierre achète un terrain rue des Bons Enfants pour construire une mosquée, celle-ci est inaugurée en 1913.
Une nouvelle mosquée est construite entre 1972 et 1975 par l'architecte Vladimir Fritzel à l'emplacement de la précédente mosquée. 

## Architecture
Elle dispose d'un minaret unique de 42 mètres de hauteur.